# Han Engelsman
Henri Herman (Han) Engelsman (Amsterdam, 26 oktober 1919 - Nijmegen, 31 januari 1990) was een Nederlands voetballer.
Engelsman speelde als middenvelder voor Quick Nijmegen. In 1937 zat hij op de bank bij een wedstrijd van het Nederlands voetbalelftal tegen Luxemburg. Hij zou op 18 april 1948 tegen België zijn enige interland spelen. Hij scoorde het eerste doelpunt van de wedstrijd die in 2-2 eindigde.
Hij was gehuwd met Bouwien Huisman, dochter van Quick voorzitter Otto Cornelis Huisman, en was zijn gehele leven in dienst van de Nederlandse Baksteen industrie . Op 70-jarige leeftijd maakte hij een eind aan zijn leven door van de Hatertsebrug over het Maas-Waalkanaal te stappen.